# 대저중학교
대저중학교(大渚中學校)는 대한민국 부산광역시 강서구 대저동에 있는 사립 중학교이다.

## 학교 연혁
- 1954년 3월 18일 : 개교기념일
- 1954년 9월 4일 : 재단법인 명인학원 인가
- 1957년 10월 6일 : 부산시 영도에서 현위치로 이전
- 1962년 8월 17일 : 대저중학교로 교명 변경
- 1963년 12월 26일 : 학급증설 인가(9학급)
- 1978년 2월 15일 : 부산직할시로 편입
- 1987년 3월 18일 : 학교법인 대저학원 인가
- 2024년 2월 7일 : 제70회 졸업식(2학급 37명, 총 6,621명)
- 2024년 3월 1일 : 전윤희 교장 취임
- 2025년 3월 4일 : 제74회 입학식(2학급 32명)

## 참고 자료
- 대저중학교 - 한국교육학술정보원 학교알리미